# Atrocalopteryx oberthueri
Atrocalopteryx oberthueri – gatunek ważki z rodziny świteziankowatych (Calopterygidae). Występuje w prowincjach Junnan i Syczuan w Chinach.